# Gârciu, Harghita
Gârciu este un sat în comuna Racu din județul Harghita, Transilvania, România.
În 1964, localitatea a fost redenumită în Satu Nou. Pe atunci făcea parte din raionul Ciuc, regiunea Mureș-Autonomă Maghiară. În 1968, la reorganizarea administrativă a României, această regiune a fost desființată, localitatea fiind arondată județului Harghita, găsindu-se astfel în aceeași unitate administrativă cu localitatea Satu Nou din comuna Ocland (care anterior se aflase în raionul Odorhei al aceleiași regiuni). Deși localnicii, preponderent maghiari, au continuat să folosească vechea denumire maghiară de Göröcsfalva, denumirea oficială în română a produs dificultăți la livrarea poștei. Astfel, localnicii au ținut adunări sătești, exprimându-și dorința de a recăpăta vechea denumire oficială în limba română. Propunerea lor a fost preluată de autoritățile locale, care au confirmat dorința cetățenilor printr-un referendum local, după care a fost înaintată Guvernului României, care a promovat-o ca inițiativă legislativă, adoptată în iunie 2011 de Parlament.